# Szesnastokąt

Szesnastokąt foremny

Szesnastokąt foremny – wielokąt wypukły mający szesnaście równych boków oraz szesnaście kątów o jednakowej mierze. Każdy kąt ma rozwartość 157,5°, zaś suma miar wszystkich kątów jest równa 2520°.
Pole powierzchni szesnastokąta foremnego o boku długości {\displaystyle a} wyraża się wzorem:
{\displaystyle S=4a^{2}\operatorname {ctg} {\frac {\pi }{16}}=4a^{2}\cdot \left(1+{\sqrt {2}}+{\sqrt {4+2{\sqrt {2}}}}\right).}
Szesnastokąt foremny, zgodnie z twierdzeniem Gaussa-Wantzela, jest możliwy do skonstruowania za pomocą cyrkla i linijki (liczba 16 jest naturalną potęgą dwójki).

Przykładowa konstrukcja szesnastokąta foremnego